# 清水镇 (岷县)
清水镇，是中华人民共和国甘肃省定西市岷县下辖的一个乡镇级行政单位。
2017年，甘肃省民政厅批复同意撤销清水乡，设立清水镇。

## 行政区划
清水镇下辖以下地区：
腊梅村、清水村、蒋家村、刘家岩村、三裕村、结布村、小湾村、一心村、大路村、沟里堡村、郭哈村、上跌马村、下跌马村、小红村、大沙漠村、上崖寺村、下崖寺村、板达口村、芦家堡村、张家堡村、永丰村、西林村、五星村、松树村和王家沟村。